# Reichswirtschaftsgericht

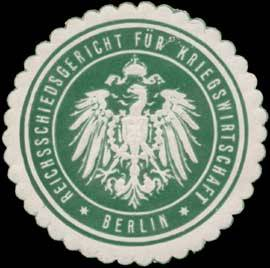
Siegelmarke Reichsschiedsgericht für Kriegswirtschaft

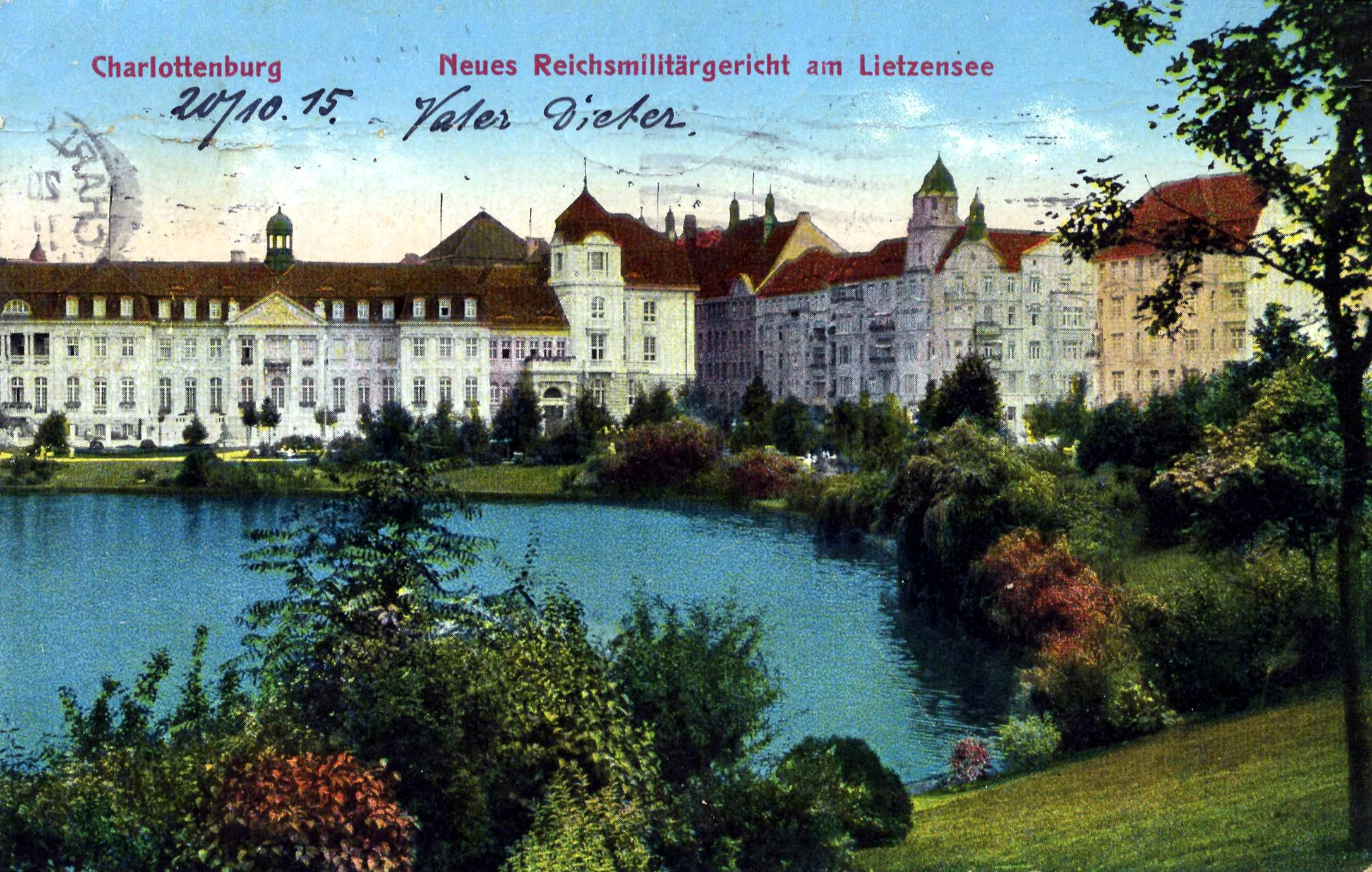
Gebäude des Reichsmilitärgerichts am Lietzensee, um 1915

Das Reichswirtschaftsgericht war ein deutsches Gericht mit Sitz in Berlin.

## Geschichte
Das Reichswirtschaftsgericht wurde während des Ersten Weltkrieges 1915 als Reichsschiedsgericht für Kriegsbedarf aufgrund der Verordnung zur Sicherstellung von Kriegsbedarf vom 24. Juni 1915 eingerichtet. Das Gericht war in Streitfällen für die Ermittlung des Übernahmepreises bei kriegsbedingten Enteignungen zuständig. Besetzt waren die Senate jeweils mit einer Person mit Befähigung zum Richteramt als Vorsitzenden und vier Beisitzern aus dem Handelsstand.
1917 wurde das Gericht in Reichsschiedsgericht für Kriegswirtschaft, nach Ende des Krieges in Reichswirtschaftsgericht umbenannt. Sitz wurde 1922 das Gebäude des ehemaligen Reichsmilitärgerichts. Gleichzeitig wurde die Zuständigkeit vielfach erweitert. Es handelte sich um ein Verwaltungsgericht.
Das Reichswirtschaftsgericht trat in der zweiten Hälfte des Jahres 1921 unter Vorsitz des Senatspräsidenten Schneider u. a. auch als Rechtsmittelinstanz gegen Bescheide in „Unruheschadenssachen“ auf, die bei den sogenannten Ausschüssen zur Feststellung von Entschädigungen für Aufruhrschäden ergingen. Diese Kommissionen waren im Frühjahr 1920 insbesondere in den Kreisen und Kommunen des Ruhrgebietes nach den kriegerischen „Märzunruhen“ zwischen Freikorps, Reichswehr und Roter Ruhrarmee eingerichtet worden. Auf diese Weise sollte in einem speziellen Verwaltungsverfahren Privatparteien zeitnahe Schadensregulierung nach den materiellen Zerstörungen, Zwangsmaßnahmen und gewaltsamen Requisitionen von März/April 1920 gewährt werden. Rechtsgrundlage für Entscheidungen über private Entschädigungsansprüche gegenüber der öffentlichen Hand war das von der Weimarer Nationalversammlung erlassene sogenannte Tumultschadengesetz nebst Durchführungsvorschriften.
Von 1923 bis 1938 bestand aufgrund der Kartellverordnung das Kartellgericht beim Reichswirtschaftsgericht.
Am 1. Mai 1941 wurde das Gericht als eigenständige Institution aufgelöst und in das Reichsverwaltungsgericht integriert.

## Richter
Präsidenten:
- Georg Lucas, Präsident 1915–1930
- Georg Bogatsch, Präsident 1931–1934
- Carl Willecke, Präsident 1934–1941

Weitere Richter:
- Karl Andres, Beisitzer
- Eduard Benfey, Reichswirtschaftsgerichtsrat 1922 ff., Senatspräsident 1926–1935
- Karl Bernard, Richter 1920–1929
- Max Fleischmann, Senatspräsident 1921–1922
- Friedrich Guttstadt, Reichswirtschaftsgerichtsrat 1923–1935[8]
- Ernst Joerges, Richter
- Hans Klinger, Richter
- Paul Königsberger, Richter 1921–1927
- Fritz Lentze, Senatspräsident
- Richard Lepsius, Richter
- Theodor Paeth, Beisitzer
- Max von der Porten, Beisitzer
- Josef Roeckerath, Richter
- Otto Strauß, Beisitzer
- Karl Wollenberg, Richter 1941
- Kurt Zweigert, Richter 1919–1941